# CMG 본사 빌딩
CMG 본사 빌딩(중국어: 中央广播电视总台总部大楼, 영어: China Media Group Headquarters)은 중국 베이징시 하이뎬구 푸싱로 11호에 위치한 사무용 빌딩이다. 층수는 27층, 높이는 112m이며 포스트모더니즘 건축, 해체주의 건축 양식을 띠고 있다.
1983년에 공사를 시작하여 1986년에 준공되었다. 1988년 3월 15일부터 2013년에 새로운 CCTV 본사 빌딩이 준공될 때까지 중국중앙방송(CCTV) 본부로 사용되었다. 2018년 4월 19일부터는 중앙광파전시총대 본부로 사용되고 있다.

## 같이 보기
- 베이징시의 마천루 목록
- CCTV 본사 빌딩